# 2005-ös Formula–1 francia nagydíj
A francia nagydíj volt a 2005-ös Formula–1 világbajnokság tizedik futama, amelyet 2005. július 3-án rendeztek meg a francia Circuit de Nevers Magny-Cours-ön, Magny-Cours-ban.

## Pénteki versenyzők
| Versenyző         | Csapat/Motor      |
| ----------------- | ----------------- |
| Pedro de la Rosa  | McLaren-Mercedes  |
| nem volt          | Sauber-Petronas   |
| Vitantonio Liuzzi | Red Bull-Cosworth |
| Olivier Panis     | Toyota            |
| Robert Doornbos   | Jordan-Toyota     |
| nem volt          | Minardi-Cosworth  |

## Időmérő edzés
Fernando Alonso szerezte meg a pole-pozíciót Jarno Trulli és Kimi Räikkönen előtt. A finn motorcsere miatt azonban 10 helyes rajtbüntetést kapott, így a 13. helyről indulhatott csak.
| Helyezés | Versenyző            | Csapat/Motor      | Idő      | Különbség |
| -------- | -------------------- | ----------------- | -------- | --------- |
| 1        | Fernando Alonso      | Renault           | 1:14.412 | —         |
| 2        | Jarno Trulli         | Toyota            | 1:14.521 | + 0.109   |
| 3        | Kimi Räikkönen*      | McLaren-Mercedes  | 1:14.559 | + 0.147   |
| 4        | Michael Schumacher   | Ferrari           | 1:14.572 | + 0.160   |
| 5        | Szató Takuma         | BAR-Honda         | 1:14.655 | + 0.243   |
| 6        | Rubens Barrichello   | Ferrari           | 1:14.832 | + 0.420   |
| 7        | Giancarlo Fisichella | Renault           | 1:14.887 | + 0.475   |
| 8        | Jenson Button        | BAR-Honda         | 1:15.051 | + 0.639   |
| 9        | Juan Pablo Montoya   | McLaren-Mercedes  | 1:15.406 | + 0.994   |
| 10       | Felipe Massa         | Sauber-Petronas   | 1:15.566 | + 1.154   |
| 11       | Jacques Villeneuve   | Sauber-Petronas   | 1:15.699 | + 1.287   |
| 12       | Ralf Schumacher      | Toyota            | 1:15.771 | + 1.359   |
| 13       | Mark Webber          | Williams-BMW      | 1:15.885 | + 1.473   |
| 14       | Nick Heidfeld        | Williams-BMW      | 1:16.207 | + 1.795   |
| 15       | David Coulthard      | Red Bull-Cosworth | 1:16.434 | + 2.022   |
| 16       | Christian Klien      | Red Bull-Cosworth | 1:16.547 | + 2.135   |
| 17       | Narain Karthikeyan   | Jordan-Toyota     | 1:17.857 | + 3.445   |
| 18       | Patrick Friesacher   | Minardi-Cosworth  | 1:17.960 | + 3.548   |
| 19       | Tiago Monteiro       | Jordan-Toyota     | 1:18.047 | + 3.635   |
| 20       | Christijan Albers    | Minardi-Cosworth  | 1:18.335 | + 3.923   |

* Kimi Räikkönen tízhelyes rajtbüntetést kapott motorcsere miatt, így a tizenharmadik rajtkockából kezdhette meg a versenyt.

## Futam
Alonso megnyerte a versenyt, 22 év óta az első Renault győzelmet megszerezve Franciaországban. Räikkönen autózta a leggyorsabb kört (1:16,423) és a második helyre ért fel. Michael Schumacher harmadik, Button 4., Trulli 5., Fisichella 6., Ralf Schumacher 7., Villeneuve 8. lett.
| Helyezés | Rajtszám | Versenyző            | Csapat/Motor      | Futott kör | Idő/Kiesés oka  | Rajthely | Pont |
| -------- | -------- | -------------------- | ----------------- | ---------- | --------------- | -------- | ---- |
| 1        | 5        | Fernando Alonso      | Renault           | 70         | 1h31:22.232     | 1        | 10   |
| 2        | 9        | Kimi Räikkönen       | McLaren-Mercedes  | 70         | + 11.805        | 13       | 8    |
| 3        | 1        | Michael Schumacher   | Ferrari           | 70         | + 1:21.914      | 3        | 6    |
| 4        | 3        | Jenson Button        | BAR-Honda         | 69         | + 1 kör         | 7        | 5    |
| 5        | 16       | Jarno Trulli         | Toyota            | 69         | + 1 kör         | 2        | 4    |
| 6        | 6        | Giancarlo Fisichella | Renault           | 69         | + 1 kör         | 6        | 3    |
| 7        | 17       | Ralf Schumacher      | Toyota            | 69         | + 1 kör         | 11       | 2    |
| 8        | 11       | Jacques Villeneuve   | Sauber-Petronas   | 69         | + 1 kör         | 10       | 1    |
| 9        | 2        | Rubens Barrichello   | Ferrari           | 69         | + 1 kör         | 5        |      |
| 10       | 14       | David Coulthard      | Red Bull-Cosworth | 69         | + 1 kör         | 15       |      |
| 11       | 4        | Szató Takuma         | BAR-Honda         | 69         | + 1 kör         | 4        |      |
| 12       | 7        | Mark Webber          | Williams-BMW      | 68         | + 2 kör         | 12       |      |
| 13       | 18       | Tiago Monteiro       | Jordan-Toyota     | 67         | + 3 kör         | 19       |      |
| 14       | 8        | Nick Heidfeld        | Williams-BMW      | 66         | + 4 kör         | 14       |      |
| 15       | 19       | Narain Karthikeyan   | Jordan-Toyota     | 66         | + 4 kör         | 17       |      |
| Ki       | 10       | Juan Pablo Montoya   | McLaren-Mercedes  | 46         | Motorhiba       | 8        |      |
| Ki       | 21       | Christijan Albers    | Minardi-Cosworth  | 37         | Defekt          | 20       |      |
| Ki       | 20       | Patrick Friesacher   | Minardi-Cosworth  | 33         | Defekt          | 18       |      |
| Ki       | 12       | Felipe Massa         | Sauber-Petronas   | 30         | Hidraulika      | 9        |      |
| Ki       | 15       | Christian Klien      | Red Bull-Cosworth | 1          | Üzemanyagnyomás | 16       |      |

## A világbajnokság élmezőnyének állása a verseny után
| H | Versenyzők         | Pont | H | Konstruktőrök    | Pont |
| - | ------------------ | ---- | - | ---------------- | ---- |
| 1 | Fernando Alonso    | 69   | 1 | Renault          | 89   |
| 2 | Kimi Räikkönen     | 45   | 2 | McLaren-Mercedes | 71   |
| 3 | Michael Schumacher | 40   | 3 | Ferrari          | 69   |
| 4 | Jarno Trulli       | 31   | 4 | Toyota           | 53   |
| 5 | Rubens Barrichello | 29   | 5 | Williams-BMW     | 47   |

## Statisztikák
Vezető helyen:
- Fernando Alonso: 70 (1-70)

Fernando Alonso 6. győzelme, 6. pole-pozíciója, Kimi Räikkönen 9. leggyorsabb köre.
- Renault 23. győzelme.